# Дака (област)
Дака (на бенгалски: ঢাকা বিভাগ) е една от 7-те области на Бангладеш. Населението ѝ е 40 171 000 жители (по изчисления от март 2016 г.), а площта 31 051 кв. км. Намира се в часова зона UTC+6 в североцентралната част на страната. Административен център е град Дака, който е най-големият град в Бангладеш както и негова национална столица.